# باري ستوك
باري ستوك هو عازف قيثارة وموسيقي كندي، ولد في 24 أبريل 1974 في أونتاريو في كندا.

## وصلات خارجية
- باري ستوك على موقع ميوزك برينز (الإنجليزية)
- باري ستوك على موقع أول ميوزيك (الإنجليزية)
- باري ستوك على موقع ديسكوغز (الإنجليزية)